# Utricularia poconensis
Utricularia poconensis — вид рослин із родини пухирникових (Lentibulariaceae).

## Середовище проживання
Цей вид був зафіксований з Аргентини, Болівії та Бразилії.
Цей вид вільно плаває на глибині до 1.2 м у стоячій або повільній воді в озерах і річках у низинних тропічних лісах, напівлистяних лісах саван, пантанал і серрадос. Цвіте цілий рік. Може бути панівним у слаболужних ставках в бразильському Пантаналі.

## Використання
Вид культивується невеликою кількістю ентузіастів роду. Торгівля незначна.